# فرانك كينان
فرانك كينان (بالإنجليزية: Frank Keenan)‏ هو ممثل أمريكي، ولد في 8 أبريل 1858 في الولايات المتحدة، وتوفي في 24 فبراير 1929 بهوليوود في الولايات المتحدة بسبب ذات الرئة.

## معرض صور

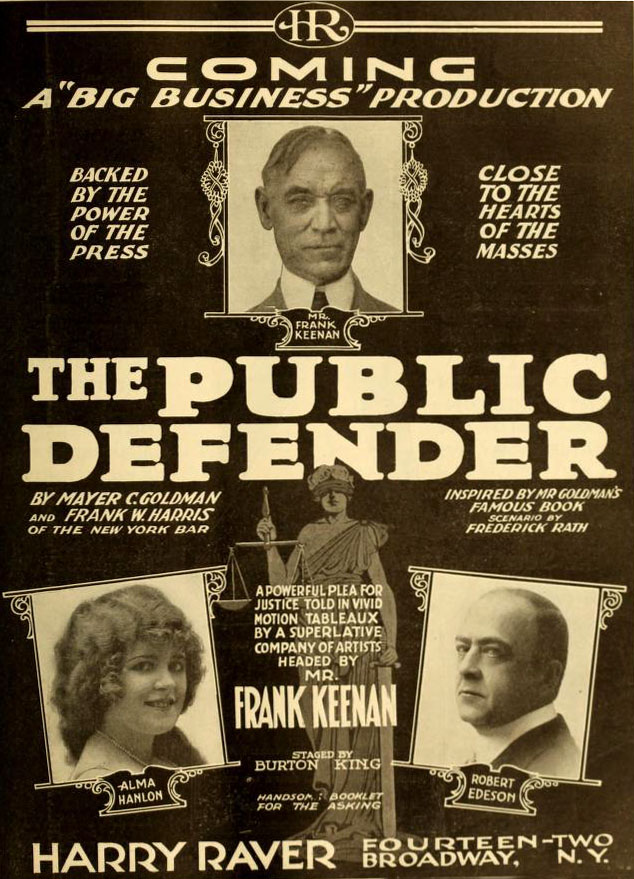
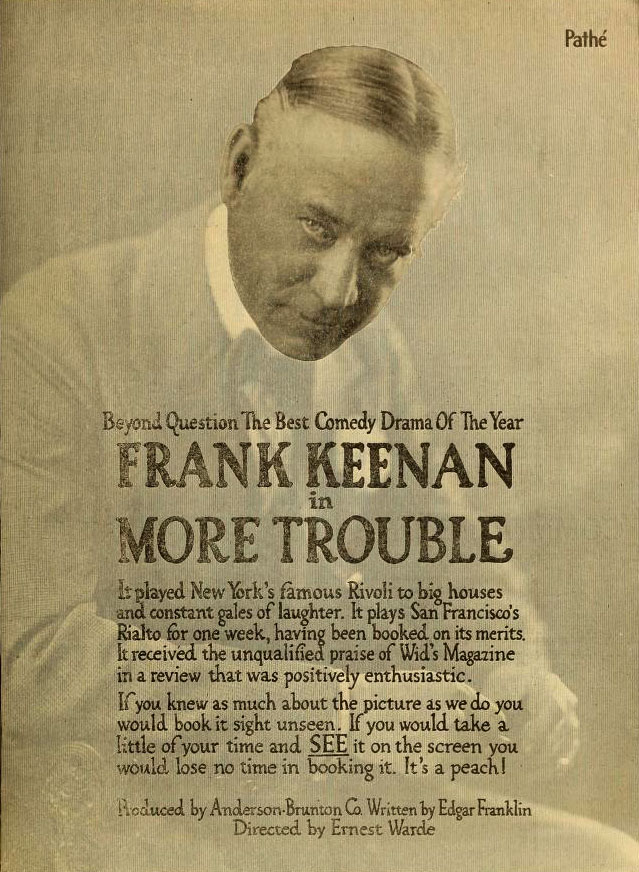
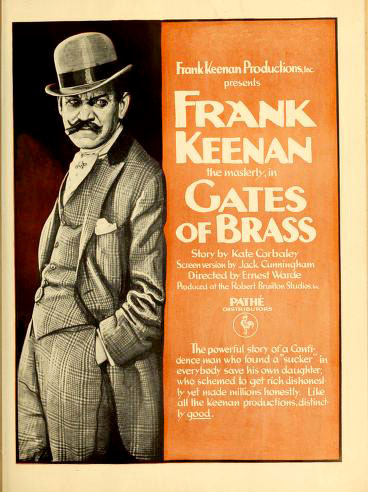

## وصلات خارجية
- فرانك كينان على موقع IMDb (الإنجليزية)
- فرانك كينان على موقع أول موفي (الإنجليزية)
- فرانك كينان على موقع قاعدة بيانات برودواي على الإنترنت (الإنجليزية)
- فرانك كينان على موقع قاعدة بيانات برودواي على الإنترنت (الإنجليزية)
- فرانك كينان على موقع قاعدة بيانات الأفلام السويدية (السويدية)
- فرانك كينان على موقع قاعدة بيانات الفيلم (الإنجليزية)
- فرانك كينان على موقع كينوبويسك (الروسية)